# لانسنغ
لانسنغ (بالإنجليزية: Lansing)‏ هي عاصمة ولاية ميشيغان الأمريكية. ويقع معظمها في مقاطعة إنغام، وتمتد أجزاء منها غربا إلى مقاطعة إيتون وشمالا إلى مقاطعة كلينتون. بلغ عدد سكان المدينة 114,297 نسمة في تعداد عام 2010،  مما يجعلها خامس أكبر مدينة في ميشيغان. وبلغ عدد سكان المنطقة الإحصائية في العاصمة 464,036 نسمة، في حين بلغ عدد سكان المنطقة الإحصائية المشتركة الأكبر، التي تضم مقاطعة شياواسي، 534,684 نسمة. أصبحت المدينة العاصمة الجديدة لولاية ميشيغان في عام 1847، بعد عشر سنوات من إدخال الولاية في الاتحاد.
منطقة لانسينغ العمرانية، ويشار إليها عموما باسم "وسط ميشيغان"، هي مركز للوظائف التعليمية والثقافية والحكومية والتجارية والصناعية. وهذه المنطقة هي موطن لكليتين طبيتين ومدرسة بيطرية ومدرستين للتمريض ومدارس قانونية - بما في ذلك جامعة ويسترن ميشيغان وجامعة ولاية ميشيغان، وهي أيضا مقر الكابيتول المحكمة العليا للولاية، ومحكمة الاستئناف، وبها محكمة اتحادية، ومكتبة ميشيغان، وهي مقر لأربع شركات تأمين وطنية.
لانسينغ هي عاصمة الولاية الأمريكية الوحيدة (من بين 47 عاصمة تقع في مقاطعات) والتي ليست أيضا مقر المقاطعة. مقر حكومة مقاطعة إنغام هي مدينة ميسون، ولكن المحافظة لديها بعض المكاتب في لانسينغ. 

## التركيبة السكانية
حدّد مكتب تعداد الولايات المتحدة بيانات التركيبة السكانية للانسنغ في تعداد الولايات المتحدة. في ما يلي، التركيبة السكانية حسب تعدادي 2000 و 2010.

### تعداد عام 2000
بلغ عدد سكان لانسنغ 119,128 نسمة بحسب تعداد عام 2000، وبلغ عدد الأسر 49,505 أسرة وعدد العائلات 28,373 عائلة مقيمة في المدينة. في حين سجلت الكثافة السكانية 1,154.8 نسمة لكل كيلومتر مربع (2,990.9/ميل2). وبلغ عدد الوحدات السكنية 53,159 وحدة بمتوسط كثافة قدره 515.3 لكل كيلومتر مربع (1,334.6/ميل2).
وتوزع التركيب العرقي للمدينة بنسبة 65.28% من البيض و 21.91% من الأمريكيين الأفارقة و 0.80% من الأمريكيين الأصليين و 2.83% من الأمريكيين ذوي الأصول الآسيوية و 0.05% من سكان جزر المحيط الهادئ و 4.54% من الأعراق الأخرى و 4.60% من عرقين مختلطين أو أكثر و 9.98% من الهسبانيون أو اللاتينيون من أي عرق.
بلغ عدد الأسر 49,505 أسرة كانت نسبة 33.5% منها لديها أطفال تحت سن الثامنة عشر تعيش معهم، وبلغت نسبة الأزواج القاطنين مع بعضهم البعض 35.8% من أصل المجموع الكلي للأسر، ونسبة 17% من الأسر كان لديها معيلات من الإناث دون وجود شريك، بينما كانت نسبة 4.6% من الأسر لديها معيلون من الذكور دون وجود شريكة وكانت نسبة 42.7% من غير العائلات. تألفت نسبة 33.2% من أصل جميع الأسر من عدة أفراد يعيشون في نفس المنزل ونسبة 8.1% كانت تتألف من شخص يعيش بمفرده يبلغ من العمر 65 عاماً أو أكثر. وبلغ متوسط حجم الأسرة المعيشية 2.39، أما متوسط حجم العائلات فبلغ 3.08.
بلغ العمر الوسطي للسكان 31.4 عاماً. وكانت نسبة 26.7% من القاطنين تحت سن الثامنة عشر، وكانت نسبة 11.4% بين الثامنة عشر والرابعة والعشرين عاماً، ونسبة 32.6% كانت واقعةً في الفئة العمرية ما بين الخامسة والعشرين والرابعة والأربعين عاماً، ونسبة 19.2% كانت ما بين الخامسة والأربعين والرابعة والستين، ونسبة 9.4% كانت ضمن فئة الخامسة والستين عاماً فما فوق. يوجد لكل 100 أنثى 92.3 ذكر، ويوجد لكل 100 أنثى في الثامنة عشر من عمرها فما فوق 88.0 ذكر.
بلغ متوسط دخل الأسرة في المدينة 34,949 دولارًا، أما متوسط دخل العائلة فبلغ 41,303 دولارًا. وكان متوسط دخل الذكور 32,649 دولارًا مقابل 27,252 دولارًا للإناث. وسجل دخل الفرد الخاص بالمدينة 17,991 دولارًا. وكانت نسبة 13.2% من العائلات ونسبة 17% من السكان تحت خط الفقر، وكان من هؤلاء نسبة 23.9% تحت سن الثامنة عشر ونسبة 8.9% في الخامسة والستين من العمر وما فوق.

### تعداد عام 2010
بلغ عدد سكان لانسنغ 114,297 نسمة بحسب تعداد عام 2010، وبلغ عدد الأسر 48,450 أسرة وعدد العائلات 26,234 عائلة مقيمة في المدينة. في حين سجلت الكثافة السكانية 1,108 نسمة لكل كيلومتر مربع (2,869.7/ميل2). وبلغ عدد الوحدات السكنية 54,181 وحدة بمتوسط كثافة قدره 525.2 لكل كيلومتر مربع (1,360.3/ميل2).
وتوزع التركيب العرقي للمدينة بنسبة 61.23% من البيض و 23.74% من الأمريكيين الأفارقة و 0.77% من الأمريكيين الأصليين و 3.72% من الأمريكيين ذوي الأصول الآسيوية و 0.05% من سكان جزر المحيط الهادئ و 4.30% من الأعراق الأخرى و 6.18% من عرقين مختلطين أو أكثر و 12.50% من الهسبانيون أو اللاتينيون من أي عرق.
بلغ عدد الأسر 48,450 أسرة كانت نسبة 29.4% منها لديها أطفال تحت سن الثامنة عشر تعيش معهم، وبلغت نسبة الأزواج القاطنين مع بعضهم البعض 30.8% من أصل المجموع الكلي للأسر، ونسبة 17.9% من الأسر كان لديها معيلات من الإناث دون وجود شريك، بينما كانت نسبة 5.4% من الأسر لديها معيلون من الذكور دون وجود شريكة وكانت نسبة 45.9% من غير العائلات. تألفت نسبة 35% من أصل جميع الأسر من عدة أفراد يعيشون في نفس المنزل ونسبة 8.1% كانت تتألف من شخص يعيش بمفرده يبلغ من العمر 65 عاماً أو أكثر. وبلغ متوسط حجم الأسرة المعيشية 2.33، أما متوسط حجم العائلات فبلغ 3.06.
بلغ العمر الوسطي للسكان 32.2 عاماً. وكانت نسبة 24.2% من القاطنين تحت سن الثامنة عشر، وكانت نسبة 12.2% بين الثامنة عشر والرابعة والعشرين عاماً، ونسبة 30.2% كانت واقعةً في الفئة العمرية ما بين الخامسة والعشرين والرابعة والأربعين عاماً، ونسبة 23.8% كانت ما بين الخامسة والأربعين والرابعة والستين، ونسبة 9.7% كانت ضمن فئة الخامسة والستين عاماً فما فوق. وتوزع التركيب الجنسي للسكان بنسبة 48.4% ذكور و 51.6% إناث.

## توأمة
للانسنغ اتفاقيات توأمة مع كل من:
- كوزنسا
- سالتيو
- غوادالاخارا

## أعلام
- جون ديفيد جاكسون
- ماثيو ليلارد
- ماجيك جونسون
- ستيفن سيغال
- بيرت رينولدز